# ییزرائیل کریستال
ییزرائیل کریستال (عبری: ישראל קרישטל‎؛ ۱۵ سپتامبر ۱۹۰۳ – ۱۱ اوت ۲۰۱۷)(سن ۱۱۳ سال، ۳۳۰ روز) یک لهستانی اسرائیلی با بیش از صد سال عمر و پیرترین بازمانده هولوکاست است، و بعد از مرگ یاسوتارو کوید ژاپنی او به عنوان پیرترین نفر در دنیا شناخته شد و در ردیف یکی از ده نفر پیرترین‌ها که تا کنون شناخته شده‌اند، می‌باشد. از یک پدر و مادر مذهبی در لهستان، که بعداً بخشی از امپراتوری روسیه شد، به دنیا آمد. کریستال یک معتقد پای‌بند به مذهب تا آخر عمر باقی ماند. شغل او قنادی بود و جنگ جهانی اول را در کودکی و جنگ جهانی دوم را در دوران پیری تجربه کرد. بعد از سرگذراندن هولوکاست به اسرائیل هجرت کرد. کریستال در سال ۲۰۱۴ به عنوان پیرترین بازمانده هولوکاست و در ۲۰۱۶ به عنوان پیرترین مرد جهان شناخته شد.

## دوران جوانی

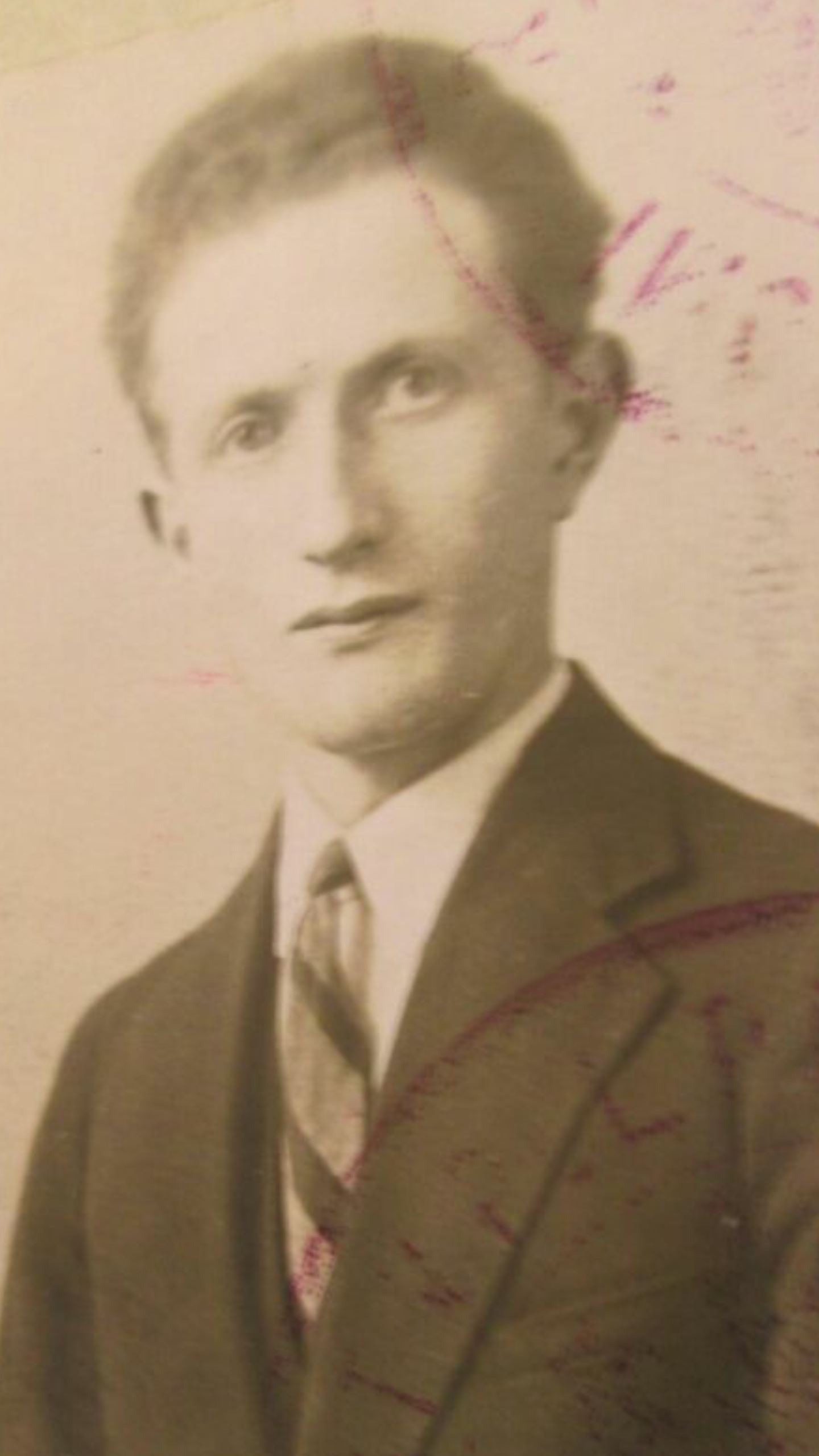
عکسی از جوانی ییزراییل کریستال

کریستال در یک خانواده مذهبی یهودی در مالنیس کنسکی کونتی نزدیک زارنوو که بعداً در ۱۵ سپتامبر ۱۹۰۳ بخشی از کنگره لهستان امپراتوری روسیه گردید، به دنیا آمد. پدر او آموزگار تورات بود که منجر به این شد که فرزندش در رشته مذهبی تحصیل کند، و کریستال یک مذهبی پای‌بند به مذهب در تمام عمر باقی بماند. او در سه سالگی به «شیدر» سپرده شد تا در آنجا یهودیت و زبان عبری را آموزش ببیند. او کتاب مقدس عبری را در چهار سالگی و میشنه را در شش سالگی فرا گرفت. در یکی از مصاحبه‌هایش در سال ۲۰۱۲، او به یاد می‌آورد که پدرش هر روز ساعت ۵ صبح او را برای شروع آموزشهای مذهبی از خواب بیدار می‌کرد. مادرش در ۱۹۱۰ هنگامی که او ۷ ساله بود فوت کرد. بعد از شعله‌ور شدن جنگ جهانی اول در ۱۹۱۴ او، زمانی که پادشاه (فرانتس یوزف) با خودرو خود از شهر آن‌ها عبور کرد را بخاطر دارد که بر سر راهش هنگام عبور، شیرینی برایش پرتاب می‌کردند، او شخصاً این پادشاه را دید. پدرش به ارتش امپراتوری روسیه فراخوانده شد و بزودی فوت کرد؛ و سپس کریستال نزد عمویش رفت. در ۱۹۲۰در سن ۱۷ سالگی او به لودز نقل مکان کرد. بعد از مدتی که در فلزکاری کار کرد، با عمویش یک قنادی باز کرد. او در ابتدا کارگری می‌کرد ولی بزودی یک به یک قناد ماهر تبدیل شد. در سال ۱۹۲۸ با چائیا فروشت ازدواج کرد و صاحب دو فرزند شد.

## بازمانده هولوکاست
در ۱۹۴۰ هنگامی‌که آلمانها در جریان جنگ جهانی دوم لهستان را تسخیر کردند کریستال همچنان به قنادی اشتغال داشت. بعضی اوقات مخفیانه و گاهی با تشویق سران محله یهودی‌نشین از جمله رهبر محله یهودی «لوپز»، بنام «جودرات شهیم رومکوسکی» تماس داشت. هنگامی‌که کریستال و همسرش در هنگام انحلال محله یهودی‌نشین «گتو» در اوت ۱۹۴۴ به اردوگاه «آشوویتس» منتقل شدند، دو فرزندشان در همان گتو مردند. همسر کریستال هم در آشوویتس فوت کرد، و او درحالی‌که به کارهای سخت دستی مشغول بود زنده ماند. وزن کریستال به ۸۲ پوند(۳۷ کیلو) رسیده بود. او را به بیمارستان فرستادند. بعد از آن برای اینکه جهت سربازان روسی شیرینی درست کند، به لوپز بازگشت، اما در «لوپز» مغازه قنادی خود را ویران شده یافت. در آنجا با همسر دومش باتشوا آشنا شد و در ۱۹۴۷ با هم ازدواج کردند. آن‌ها صاحب یک پسر بنام شهیم که در لهستان به دنیا آمد، و یک دختر شولا که در اسرائیل به دنیا آمد شدند.

## زندگی در اسرائیل
در ۱۹۵۰ خانواده با کشتی «کومه‌میوت» به اسرائیل مهاجرت و در حیفا ساکن شدند. در ابتدا او در کارخانه قنادی پالاتا مثل یک کارگر شروع به کار کرد، در آنجا او به عنوان یک نفر خبره به آموزش کارفرمایان برای ساخت کلیه انواع شیرینی پرداخت. بعداً او در خانه خودش یک شیرینی پزی راه انداخت و در آنجا شیرینی بوتیک درست می‌کرد و در کیوسک حیفا می‌فروخت. در ۱۹۵۲ در «سار» و در کارخانه کریستال در خیابان شیوات زییون او شروع به تولید شیرینی‌های ساخت خودش کرد. بعد از اینکه کارخانه در ۱۹۷۰ بسته شد او مجدداً به ساخت شیرینی در خانه روی آورد تا اینکه بازنشسته شد. کریستال دارای ۹ نوه است. او دارای نبیره نیز هست اما خانواده او از ترس چشم زخم از بیان تعداد واقعی نوه و نتیجه خودداری می‌کنند.

## پیرترین مرد جهان

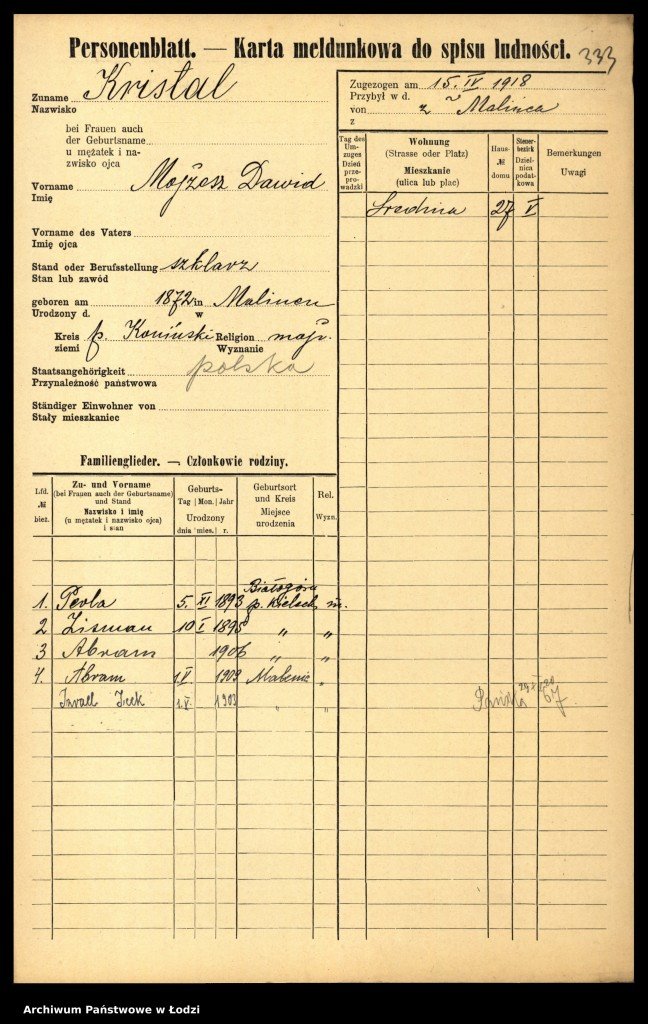
گواهی کریستال اسرائیل 1918

بعد از فوت آلیس هرتس سومر در لندن در ۲۳ فوریه ۲۰۱۴ کریستال به عنوان پیرترین بازمانده هولوکاست شناخته شد (گرچه از آلیس هرتس هم پیرتر بود). و در ۱۸ ژانویه ۲۰۱۶ بعد از مرگ یاسوتارو کویید ژاپنی به عنوان پیرترین مرد دنیا معرفی شد. در ۱۱ مارس ۲۰۱۶، کریستال توسط «مؤسسه رکوردهای جهانی گینس» رسماً به عنوان پیرترین مرد جان شناخته شد. شرایط و وضعیت او از روی مدارک اصلی او در دوران بیست سالگی‌اش در لهستان (و نه از روی سن ازدواج او در ۲۵ سالگی) بدست آمد. مدارک جدید او از اداره ثبت احوال یهودیان لهستان گرفته شد. کریستال در ۱۳ سالگی به دلیل شعله‌ور شدن جنگ جهانی اول نتوانست مراسم برمیتصوا (مراسم جشن بلوغ یهودیان) را انجام دهد، قضای آن را یکصد سال بعد در سپتامبر ۲۰۱۶ در سن ۱۱۳ سالگی بجا آورد.
کریستال در ۱۱ اوت ۲۰۱۷ در خانه‌اش در حیفا در سن ۱۱۳ سال و ۳۳۰ روز فوت کرد.